# Istituto per le Opere di Religione
L'Istituto per le Opere di Religione (acronimo: IOR) è un ente con personalità giuridica canonica pubblica della Città del Vaticano, fondato nel 1942 da papa Pio XII e con sede in Vaticano.
Il rescriptum ex audientia SS.MI. circa l’Istruzione sull’Amministrazione e gestione delle attività finanziarie e della liquidità della Santa Sede e delle Istituzioni collegate con la Santa Sede, del 23 agosto 2022, stabilisce che "l’attività di gestore patrimoniale e di depositario del patrimonio mobiliare della Santa Sede e delle Istituzioni collegate con la Santa Sede compete in via esclusiva all’Istituto per le Opere di Religione".
La missione dell’istituto consiste nel provvedere alla custodia e all’amministrazione dei beni mobili ed immobili ad esso trasferiti o affidati da persone fisiche o giuridiche e destinati ad opere di religione o di carità, pertanto accetta beni che abbiano tale destinazione, almeno parziale e futura, secondo le modalità stabilite dalla normativa. Inoltre, l’istituto accetta depositi di beni da parte di enti e persone della Santa Sede e dello Stato della Città del Vaticano.
Lo IOR ha il compito di servire la missione globale della Chiesa cattolica, da un lato attraverso l'amministrazione di parte del patrimonio, dall'altro assicurando la fornitura di servizi di pagamento per la Santa Sede e lo Stato della Città del Vaticano, gli enti collegati, gli ordini religiosi, le istituzioni cattoliche, il clero, i dipendenti della Santa Sede, nonché i corpi diplomatici accreditati.
L’istituto, supervisionato, vigilato e regolamentato dall’Autorità di supervisione e informazione finanziaria (ASIF), svolge a favore dei propri clienti attività di natura finanziaria e bancaria, tra cui: raccolta di depositi, custodia titoli e valori, gestioni patrimoniali, trasferimenti internazionali di denaro, pagamenti di emolumenti e pensioni in favore dei dipendenti della Santa Sede e dello Stato della Città del Vaticano. In particolare, l’attività finanziaria è basata sul principio della coerenza con l’etica cattolica (santità della vita umana, rispetto della vita umana, tutela dell’ambiente, contrasto alle dipendenze, responsabilità sociale e della sostenibilità secondo i 10 principi del Global Compact delle Nazioni Unite), nel rispetto degli standard e delle best practice internazionali: le strategie di investimento rispecchiano i principi della Dottrina sociale della Chiesa investendo esclusivamente in imprese e Stati che rispettano tali principi.
L’istituto ha sede esclusivamente nel territorio dello Stato della Città del Vaticano ed è sottoposto alle disposizioni e norme ivi vigenti.
Al vertice dell’Istituto per le Opere di Religione si trova la Commissione cardinalizia, nominata dal papa, con compiti di vigilanza. La Commissione cardinalizia nomina i componenti del Consiglio di sovrintendenza, organo responsabile della definizione delle linee strategiche, il cui presidente è dal 2014 il francese Jean-Baptiste de Franssu.
Il direttore generale, cui spetta il compito di amministrare, gestire e organizzare l’istituto, è dal 2015 Gian Franco Mammì.
A partire dagli anni 2010, l'istituto ha avviato una serie di riforme con l'obiettivo di garantire la trasparenza del proprio operato ricevendo un riscontro positivo da parte di Moneyval. Il Comitato di esperti sulla valutazione delle misure contro il riciclaggio di capitali e il finanziamento del terrorismo del Consiglio d'Europa ha ritenuto che lo IOR «ha una buona comprensione dei rischi di riciclaggio e finanziamento del terrorismo, valutati come medio-bassi (rischio residuo). C'è una particolare e positiva attenzione alla valutazione dei rischi geografici e i necessari miglioramenti ulteriori in tale ambito sono in via di attuazione».
Nel corso del mese di maggio 2024, la Santa Sede (incluso lo Stato della Città del Vaticano), è stata sottoposta dal Comitato Moneyval ad un processo di “regular follow-up” nell’ambito del quale è stata analizzata la vigente normativa ai fini della conformità tecnica rispetto ad alcune raccomandazioni del GAFI. Ad esito del follow-up, il Comitato ha confermato i progressi della Santa Sede e dello Stato della Città del Vaticano nell’ambito della prevenzione e del contrasto del riciclaggio, del finanziamento del terrorismo e del finanziamento alla proliferazione delle armi di distruzione di massa. A tutte le raccomandazioni oggetto di analisi è stata assegnata una valutazione migliorativa.

## Struttura e finalità
Secondo quanto stabilisce il suo statuto, modificato nel 2023, l'istituto ha lo scopo di provvedere alla custodia e all'amministrazione dei beni mobili e immobili ad esso trasferiti o affidati da persone fisiche o giuridiche e destinati a opere di religione e carità.

L'Istituto pertanto accetta beni con la destinazione, almeno parziale e futura, di cui al precedente comma, secondo le modalità legittimamente stabilite. L’istituto, in conformità al diritto canonico o vaticano, accetta depositi di beni da parte di enti e persone della Santa Sede e dello Stato della Città del Vaticano. (Statuto 2023, art. II).
Ha una sola sede, collocata nel torrione Niccolò V costruito nel 1453 addossato al Palazzo "Sisto V", residenza del pontefice all'interno dello Stato della Città del Vaticano.
L'istituto è gestito da professionisti bancari e guidato da un presidente, non necessariamente un consacrato o un religioso, che riferisce direttamente ad un collegio di cinque cardinali, nominati dal papa e in carica per un quinquennio, e al papa (o al cardinale camerlengo durante un periodo di sede vacante). Al 31 dicembre 2024 lo IOR constava di 105 dipendenti di ruolo.
Fino al 2013 il bilancio e tutti i movimenti fatti dall'Istituto sono stati noti solo ed esclusivamente al papa, al collegio dei cardinali che lo gestiscono, al prelato dell'istituto, al Consiglio di sovrintendenza, alla Direzione generale ed ai revisori dei conti. ll bilancio dello IOR è stato pubblicato per la prima volta il 1º ottobre 2013 sul sito dell'Istituto.
Secondo il bilancio 2024, lo IOR possiede un patrimonio di 731,9 milioni di euro, con un utile netto di 32,8 milioni di euro.
Il codice SWIFT dello IOR è IOPRVAVX:
- IOPR identifica l'Istituto per le Opere di Religione
- VA è il codice paese per lo Stato della Città del Vaticano
- VX il codice per la Città del Vaticano

## Storia

### L'origine

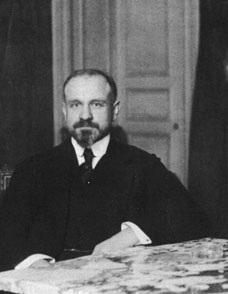
Bernardino Nogara, a capo dell'Amministrazione speciale della Santa Sede dal 1929 al 1954

L'11 febbraio 1887, papa Leone XIII costituì la “Commissione cardinalizia ad pias causas” che nel 1904, su iniziativa di papa Pio X, fu rinominata "Commissione Cardinalizia per le Opere di Religione”.
I Patti Lateranensi firmati nel 1929 durante il periodo fascista, riconobbero la Città del Vaticano come uno Stato indipendente. Con la legge di esecuzione del trattato (legge del 27 maggio 1929, n. 810) l'Italia, per compensare l'espropriazione dei beni immobili che la Chiesa cattolica aveva subito con le leggi napoleoniche prima e fino al 1871 con le leggi del 7 luglio 1866 di soppressione degli ordini e delle corporazioni religiose e del 15 agosto 1867 per la liquidazione dell'asse ecclesiastico poi, si obbligava a versare alla Santa Sede la somma di lire 750 000 000 ed a consegnare titoli di debito pubblico consolidato per un valore nominale di 1 000 000 000 di lire. Questo fu una parte consistente dei capitali che motivarono la creazione della banca e consentirono di iniziare la sua attività economica.
La gestione del capitale fu affidata nel 1929 da papa Pio XI al banchiere laico Bernardino Nogara, posto a capo della neo-costituita "Amministrazione speciale della Santa Sede". Nogara avrebbe posto (ma non vi sono prove o documenti che citino il fatto) due condizioni per accettare l'incarico assegnatogli: gli investimenti dovevano essere liberi da qualsiasi considerazione religiosa o dottrinale e realizzabili in ogni parte del mondo.
Così, fra il 1929 e l'inizio della seconda guerra mondiale, Nogara riuscì ad investire i capitali vaticani in numerosi segmenti dell'economia italiana, specialmente nell'energia elettrica, nelle comunicazioni telefoniche, nel credito bancario, nelle ferrovie locali, nella produzione di macchine agricole, nel cemento, nell'acqua e nelle fibre tessili sintetiche. Fra le società controllate spiccavano l'Italgas e, nel settore tessile, la Società Italiana della Viscosa, La Supertessile, la Società Meridionale Industrie Tessili e La Cisaraion, unite poi nella holding CISA-Viscosa, poi assorbita nella SNIA Viscosa.
La dirigenza di Nogara permise anche forti partecipazioni nell'Istituto di Credito Fondiario, nelle Assicurazioni Generali, nella Società Italiana per le Strade Ferrate Meridionali, nell'Istituto Romano di Beni Stabili (una compagnia immobiliare), nella Società Elettrica ed Elettrochimica del Caffaro, nella CONDOR Società per l'industria petrolifera e chimica, nella Società Mineraria e Metallurgica Pertusola, nella Società Adriatica di Elettricità e nelle Cartiere Burgo. Per quanto riguarda il settore bancario, il controllo dei capitali vaticani si estese al Banco di Roma, il Banco di Santo Spirito e la Cassa di Risparmio di Roma. Nello stesso periodo papa Pio XI approva lo Statuto della commissione che diventa la “Commissione Prelatizia Amministratrice delle Opere di Religione”.
All'arrivo della crisi degli anni '30, Nogara riuscì a vendere all'IRI gli interessi mobiliari del Banco di Roma, del Banco di Santo Spirito e del Credito sardo a prezzi di mercato, nonostante il loro deprezzamento pressoché totale, con un guadagno di circa 630 milioni di dollari.
Un altro investimento strategico si rivelò quello nelle Officine Meccaniche Reggiane, nella Breda e nella Compagnia Nazionale Aeronautica, che nel 1935 fornirono armamenti e munizioni per la Guerra d'Etiopia.
Il 17 marzo 1941 la Commissione Prelatizia Amministratrice delle Opere di Religione assunse la denominazione di "Amministrazione per le Opere di Religione".

### L'Istituto per le Opere di Religione
Il 27 giugno 1942 papa Pio XII fonda con chirografo l'”Istituto per le Opere di Religione” (IOR) con personalità giuridica propria assorbendo l'”Amministrazione per le Opere di Religione”.
Il 31 dicembre 1942 il ministro delle Finanze del governo italiano Paolo Thaon di Revel emise una circolare che prevedeva l'esenzione dello IOR dal pagamento delle imposte sui dividendi.
Nel corso degli anni l'istituto fu criticato per la spregiudicatezza del suo modus operandi, basato principalmente sulla speculazione sul mercato azionario mondiale e su quello immobiliare, anche grazie ai sostanziosi privilegi ed esenzioni sopracitati.
Nel 1962 lo IOR deteneva il 24,5% della Banca Privata Finanziaria di Michele Sindona, al quale, nel 1969, papa Paolo VI affidò una consulenza per la modernizzazione dello IOR. Assieme a lui, una commissione formata da Luigi Mennini, Pellegrino de Strobel e Massimo Spada. Con l'incarico di trovare un nuovo acquirente, a Sindona fu venduta la Società Generale Immobiliare, della quale lo IOR mantenne una quota del 3%. Successivamente, furono numerosissime le partecipazioni comuni, comprese le movimentazioni di capitali in paradisi fiscali, fra IOR e Sindona.
Nel 1971 l'arcivescovo Paul Marcinkus fu nominato presidente dello IOR.
Nel 1972, lo IOR possedeva circa il 51% delle azioni della Banca Cattolica del Veneto. Per volontà del direttore dello IOR Paul Marcinkus, il 37% delle azioni venne venduto al Banco Ambrosiano di Roberto Calvi, provocando la reazione dei vescovi veneti - tra i quali l'allora monsignor Albino Luciani (futuro papa Giovanni Paolo I) - che, non essendone stati informati, chiusero per protesta i loro conti presso la Cattolica del Veneto.
Secondo dichiarazioni del pentito di mafia Vincenzo Calcara, lo IOR era coinvolto nel riciclaggio di denaro di Cosa Nostra., mentre un altro pentito, Francesco Marino Mannoia (secondo Giovanni Falcone «il più prezioso collaboratore di giustizia») rivelò nel 1998, durante il processo per mafia a Marcello Dell'Utri, che «Licio Gelli investiva i danari dei corleonesi di Totò Riina nella banca del Vaticano. (...) Lo IOR garantiva ai corleonesi investimenti e discrezione». Perciò «quando il papa Giovanni Paolo II venne in Sicilia e scomunicò i mafiosi, i boss si risentirono soprattutto perché portavano i loro soldi in Vaticano. Da qui nacque la decisione di far esplodere due bombe davanti a due chiese di Roma» (esplose davanti alla basilica di San Giovanni in Laterano e alla chiesa di San Giorgio al Velabro la notte fra il 27 e il 28 luglio 1993).

Secondo il giornalista Gianluigi Nuzzi, che si è avvalso dell'archivio di monsignor Renato Dardozzi, attraverso lo IOR sarebbero stati movimentati, tra il 1989 e il 1993, 275 miliardi di lire in contanti, più 135-200 miliardi di lire in titoli di Stato. Nel suo libro Vaticano S.p.A. sostiene che lo IOR era attivo nel riciclaggio di denaro sporco, tangenti e supporto finanziario alla mafia. Il figlio di Vito Ciancimino, Massimo, ha detto 
Con i proventi delle sue attività economiche, negli anni ottanta lo IOR avrebbe finanziato organizzazioni politiche ed entità bancarie volte a contrastare movimenti filomarxisti in America Latina (ad esempio i Contras nicaraguensi) ed i regimi comunisti dell'Europa dell'Est (come il sindacato polacco Solidarność).
Il 21 giugno 1982 si apre il caso del crac del Banco Ambrosiano, uno dei maggiori scandali finanziari italiani del dopoguerra, nel quale sono coinvolti, tra gli altri, i vertici dello IOR (fra cui Mons. Paul Marcinkus), Roberto Calvi, Michele Sindona e Licio Gelli. Per i vertici vaticani non ci furono conseguenze giudiziarie rilevanti, grazie allo status giuridico dello IOR.
Nel giugno 1989 a Paul Marcinkus subentra Angelo Caloia.

### Riforme recenti

#### Punti istituzionali cruciali
Il 1º marzo 1990, papa Giovanni Paolo II ha approvato con chirografo lo statuto dell'istituto, che insieme con le norme collegate stabilisce lo scopo e la corporate governance dello IOR. Da allora, e fino al la struttura dello IOR è composta di cinque elementi: La Commissione cardinalizia di vigilanza, il prelato, il Consiglio di sovrintendenza, la Direzione e il Collegio dei revisori.
A seguito di diverse vicende giudiziarie riguardanti infrazioni della normativa antiriciclaggio compiute dallo IOR, il 30 dicembre 2010 il Vaticano si è impegnato a dare piena applicazione alla convenzione monetaria firmata con l'Unione europea il 17 dicembre 2009, introducendo leggi volte alla lotta al riciclaggio, che sono entrate in vigore il 1º aprile 2011. In continuità con tali impegni, Promontory Financial Group, una società americana, nel luglio 2013 è stata incaricata di certificare il pieno rispetto degli standard internazionali anti-riciclaggio.
Il 24 giugno 2013, papa Francesco ha istituito una Pontificia Commissione referente sullo IOR allo scopo di conoscere in modo più approfondito la posizione giuridica dello IOR e permettere una sua migliore “armonizzazione” con “la missione universale della Sede Apostolica”, come veniva comunicato dalla segreteria dello Stato Vaticano. Secondo padre Federico Lombardi, portavoce della Sala Stampa Vaticana, la cosiddetta commissione CRIOR è "un organismo che studierà la situazione e riferirà al Papa nel quadro delle riforme utili alla Chiesa". Il 1º ottobre 2013 viene per la prima volta divulgato al pubblico il Rapporto Annuale dell’Istituto relativo al 2012.
Il 7 aprile 2014, papa Francesco ha approvato le raccomandazioni sul futuro dello IOR, sviluppata congiuntamente dalla medesima commissione CRIOR, dalla Commissione COSEA, dal management dello IOR e dal cardinale George Pell: "Lo IOR continuerà a servire con attenzione e a fornire servizi finanziari specializzati alla Chiesa cattolica in tutto il mondo. I significativi servizi che possono essere offerti dall'Istituto assistono il Santo Padre nella sua missione di pastore universale e supportano inoltre istituzioni e individui che collaborano con lui nel suo ministero. Con la conferma della missione dello IOR e facendo seguito alla richiesta del cardinale-prefetto Pell, il presidente del Consiglio di sovrintendenza, Ernst von Freyberg e il management dello IOR porteranno a termine il loro piano al fine di assicurare che lo IOR possa compiere la sua missione come parte delle nuove strutture finanziarie della Santa Sede e dello Stato della Città del Vaticano. Il piano sarà presentato al Consiglio dei cardinali del Santo Padre e al Consiglio per l'economia", come veniva specificato nel bollettino della Sala Stampa della Santa Sede.
L'8 agosto 2019, con proprio chirografo, papa Francesco ha approvato ad experimentum per due anni il nuovo statuto dell'Istituto per le Opere di Religione.

#### Riforme 2010/2011
Il 1º gennaio 2010, la convenzione monetaria tra l'Unione europea e lo Stato della Città del Vaticano è entrata in vigore. Tale convenzione completa la convenzione monetaria tra il Vaticano e la Repubblica Italiana stabilita nel 2000 e definisce l'obbligazione da parte del Vaticano di allinearsi a tutte le normative europee sulla trasparenza in materia di lotta al riciclaggio di denaro, frode e falsificazione delle banconote.
Il 30 dicembre 2010, papa Benedetto XVI ha istituito l'Autorità di informazione finanziaria (AIF)., "istituzione della Santa Sede per la vigilanza e l'informazione finanziaria per la prevenzione e il contrasto del riciclaggio e del finanziamento del terrorismo".
Nel giugno 2011, la Procura di Roma ha dissequestrato i 23 milioni di euro dello IOR su conti presso il Credito Artigiano e la Banca del Fucino. Tale decisione veniva presa in considerazione della istituzione dell'AIF: "Si sono verificati rilevanti mutamenti sul piano normativo e istituzionale che hanno ridisegnato il contesto entro cui occorre valutare la permanenza o meno delle ragioni poste a base del decreto di sequestro preventivo", si leggeva nel decreto di revoca del sequestro.

#### Riforme 2012
Il 28 giugno 2012 lo IOR ha aperto per la prima volta le porte a un gruppo di giornalisti guidati dall'allora direttore generale Paolo Cipriani con i quattro membri del Consiglio di sovraintendenza. In tale occasione Cipriani ha affermato che nello IOR non ci sono conti cifrati e dal 1996 c'è la tracciabilità di tutti i conti, ha controlli interni ed esterni antiriciclaggio (l'Autorità di Informazione Finanziaria e la Deloitte per il bilancio), i conti sono circa 33 000, il capitale totale è di circa sei miliardi di euro, il 70% delle operazioni avvengono in Europa, il 65% è in euro, il 30% in dollari e il resto in altre valute. Dal momento che non è una banca, quindi senza scopo di lucro, gli interessi non sono superiori al 5%. I dipendenti nel 2012 erano 112, cui si aggiungono alcuni consultori esterni per casi particolari. Lo IOR supporta gli enti ecclesiastici in oltre 150 paesi del mondo.
Il 18 luglio 2012, Moneyval, la divisione del Consiglio d'Europa che valuta i sistemi antiriciclaggio, ha pubblicato il suo primo rapporto riguardante il Vaticano con cui veniva valutato il sistema antiriciclaggio della Santa Sede. Il sistema vaticano risultava conforme o «largamente conforme» in nove delle 16 raccomandazioni centrali, su aspetti come il contrasto al riciclaggio di denaro, le misure di confisca, le leggi sulla riservatezza, la documentazione, l'assistenza legale reciproca, il trattamento penale del finanziamento del terrorismo, la cooperazione internazionale e altri. Allo stesso tempo, veniva raccomandata una supervisione indipendente per lo IOR: "È fortemente raccomandato che l'Istituto per le Opere di Religione sia sottoposto nel prossimo futuro alla vigilanza prudenziale di un supervisore indipendente", sosteneva il Consiglio d'Europa nel suo comunicato stampa. Secondo La Repubblica, la valutazione Moneyval era un "voto positivo" per il Vaticano.
Nel novembre 2012, lo svizzero René Brülhart è stato nominato nuovo Direttore dell'AIF. Questa nomina "rappresenta un ulteriore passo, nel processo di lotta al riciclaggio e al finanziamento del terrorismo", ha spiegato il portavoce della Santa Sede, padre Federico Lombardi. Prima di quest'incarico, Brülhart era direttore dell'Unità di Informazione Finanziaria del Liechtenstein e vicepresidente del Gruppo Egmont, e già da settembre 2010 ha lavorato come consigliere della Santa Sede.

#### Riforme 2013
Il 15 febbraio 2013, Ernst von Freyberg è stato nominato nuovo presidente dell'IOR. Dalla sua entrata in carica, lo IOR sta riformando ampiamente il proprio assetto. Come spiegato da von Freyberg sul sito dello IOR, il processo di riforme è "volto a promuovere l'applicazione dei più rigorosi standard del settore e in fatto di compliance. Tale intento si orienta al contesto giuridico definito dal Vaticano in collaborazione con organismi internazionali. Il processo in questione comprende l'implementazione di misure severe contro le attività di riciclaggio di denaro e l'ottimizzazione della nostra organizzazione interna. Stiamo altresì eseguendo una revisione totale dei conti dei nostri clienti, con l'obiettivo di cessare i rapporti non in linea con la missione dello IOR. Gli sforzi profusi in questo senso sono sottoposti all'attenta supervisione dell'AIF, l'organismo vaticano di regolamentazione finanziaria. Lo IOR attua una politica di tolleranza zero nei confronti di qualsiasi violazione di leggi, normative e regolamenti. Stiamo profondendo il nostro impegno nello allineamento agli standard, di cui giustamente ci si attende l'osservanza da parte nostra." Oltre a ciò, l'Istituto sta eseguendo una "revisione totale" dei conti dei suoi clienti, con l'obiettivo di "cessare i rapporti non in linea con la missione dello IOR", com'è spiegato sul sito web dell'IOR.
Dal maggio 2013, una società esterna, l'americana Promontory, sta eseguendo l'ispezione di tutti i 18,900 conti dello IOR con lo scopo di verificarne l'adeguatezza agli standard richiesti dalle norme internazionali. Da allora, secondo un articolo del Corriere della Sera del dicembre 2013, almeno 1 200 conti dello IOR sono stati chiusi per ordine dell'Istituto stesso.
Il 24 giugno 2013 papa Francesco ha stabilito la “Pontificia Commissione Referente sull'Istituto per le Opere di Religione”. Il compito della Commissione era di approfondire la posizione giuridica e le attività dell'Istituto e di permettere una sua migliore "armonizzazione” con “la missione universale della Sede Apostolica”. Il successivo 28 novembre il papa ha poi nominato un suo delegato presso la stessa pontificia commissione, nella persona di mons. Alfred Xuereb.
Il 1º ottobre 2013 l'istituto per la prima volta nella sua storia ha pubblicato il suo bilancio, qual è scaricabile sul sito internet dello IOR.
Il 12 dicembre 2013 Moneyval, il Comitato di esperti del Consiglio d'Europa per la valutazione delle misure di lotta contro il riciclaggio di denaro e il finanziamento del terrorismo, ha pubblicato un rapporto di valutazione riguardante i progressi compiuti dalla Santa Sede per porre rimedio alle lacune individuate da Moneyval nel primo rapporto di mutua valutazione del luglio 2012. Il medesimo rapporto ha sostenuto in un dossier che "in breve tempo la Santa Sede ha intrapreso numerose misure legislative e non, per porre rimedio alle lacune indicate nel rapporto del 2012 di Moneyval sebbene debbano essere affrontate". Per di più, gli esperti Moneyval hanno invitato la Santa Sede a completare le ispezioni dell'IOR e dell'APSA "il più presto possibile".

#### Riforme 2014
Il 22 gennaio 2014, il Consiglio di sovrintendenza dell'Istituto per le Opere di Religione (IOR) ha ricevuto un rapporto sullo stato di avanzamento del processo, tuttora in corso, di riforma della compliance. "In quanto istituto della Chiesa, abbiamo la grande responsabilità di essere in linea con gli standard elevati di cui, giustamente, ci si attende l'osservanza da parte nostra. Abbiamo lavorato molto duro per migliorare la compliance, la trasparenza e i processi interni all'Istituto e sebbene ci sia ancora molto da fare in termini di implementazione, è indubbio che ci stiamo muovendo sulla strada giusta e che abbiamo compiuto progressi significativi," ha affermato il Presidente Ernst von Freyberg.
Nel febbraio 2014 la Pontificia Commissione referente sullo IOR presenta al Consiglio dei nove cardinali incaricati della riforma della Chiesa i risultati del suo lavoro, portando così a termine la sua funzione.
Il 7 aprile 2014, papa Francesco ha approvato una proposta sul futuro dello IOR, "riaffermando l'importanza della sua missione per il bene della Chiesa Cattolica, della Santa Sede e dello Stato della Città del Vaticano." "Lo IOR continuerà a servire con attenzione e a fornire servizi finanziari specializzati alla Chiesa cattolica in tutto il mondo. I significativi servizi che possono essere offerti dall'Istituto assistono il Santo Padre nella sua missione di pastore universale e supportano inoltre istituzioni e individui che collaborano con lui nel suo ministero. Con la conferma della missione dello IOR e facendo seguito alla richiesta del cardinale-prefetto Pell, il presidente del Consiglio di sovrintendenza, Ernst von Freyberg, e il management dello IOR porteranno a termine il loro piano al fine di assicurare che lo Ior possa compiere la sua missione come parte delle nuove strutture finanziarie della Santa Sede e dello Stato della Città del Vaticano. Il piano sarà presentato al Consiglio dei cardinali del Santo Padre e al Consiglio per l'economia", ha riferito il comunicato stampa della Santa Sede.
Il 19 maggio 2014, l'AIF ha presentato il suo rapporto annuale 2013. Tale ha compreso la prima ispezione in situ dello IOR nei primi mesi del 2014: "L'ispezione ha messo in luce i progressi sostanziali compiuti dallo IOR negli ultimi 12 mesi", ha riferito il comunicato stampa della Santa Sede.
Nel giugno 2014, papa Francesco ha reso noto che "nello IOR sono stati chiusi 1600 conti, di persone che non avevano diritto. Lo IOR è per l'aiuto alla Chiesa, hanno diritto vescovi, e diocesi, dipendenti del Vaticano, le loro vedove, le ambasciate, ma niente di più. Non è una cosa aperta. E questo è un buon lavoro, chiudere i conti di chi non ha diritto."

#### Riforme 2015
Nel gennaio 2015, un comunicato stampa dell'istituto, ha dato notizia che papa Francesco, attraverso un Rescriptum ex audientia Ss.mi presentato al cardinale Santos Abril y Castelló, ha modificato lo statuto dell'Istituto per le Opere di Religione (IOR) allo scopo di aumentare rispettivamente da cinque a sei il numero di membri della Commissione cardinalizia di vigilanza e del Consiglio di sovrintendenza dello IOR. Contestualmente, è stato nominato sesto membro della Commissione cardinalizia di vigilanza, l'arcivescovo di Zagabria, Josip Bozanić. Nella stessa occasione, il presidente della Commissione cardinalizia ha formalizzato la nomina del segretario generale non votante destinato al Consiglio di sovrintendenza.

#### Riforme 2016
Il 15 dicembre 2016 viene portato da sei a sette il numero dei membri del Consiglio di sovrintendenza.

#### Riforme 2022
Il 23 agosto 2022 papa Francesco firma un Rescritto con il quale sancisce che tutte le risorse finanziarie della Santa Sede e delle istituzioni ad essa collegate debbano essere trasferite all’Istituto delle Opere di Religione, che è da considerarsi l’unico ed esclusivo ente intitolato ad attività di gestione patrimoniale e depositario del patrimonio mobiliare della Santa Sede, così come di dicasteri, uffici ed enti ad essa collegati.

## Organi ed amministrazione
L'amministrazione dello IOR è definita dal suo statuto del 7 marzo 2023 che prevede, quali organi dell'istituto:
- La Commissione cardinalizia;
- Il prelato;
- Il Consiglio di sovrintendenza;
- Il direttore generale.

### Commissione cardinalizia
La Commissione cardinalizia riferisce direttamente al papa ed è da questi nominata. È composta di cinque membri il cui mandato dura cinque anni e possono essere confermati soltanto una volta. Essa esamina le relazioni sui principali processi di business e la strategia presentate dal presidente del Consiglio di sovrintendenza e vigila sulla fedeltà alle disposizioni statutarie. Nomina i membri del Consiglio di sovrintendenza.
È guidata da un presidente che, a norma dello statuto, è scelto dai componenti stessi della Commissione; al momento questo ruolo è ricoperto dal cardinale Christoph Schönborn.
Al 1º agosto 2024 la Commissione risulta composta dai cardinali:
- Christoph Schönborn (Austria), arcivescovo emerito di Vienna, dal 15 gennaio 2014 - presidente;[71]
- Luis Antonio Tagle (Filippine), pro-prefetto della sezione per la prima evangelizzazione e le nuove Chiese particolari del Dicastero per l'evangelizzazione, dal 21 settembre 2020;
- Giuseppe Petrocchi (Italia), arcivescovo emerito dell'Aquila, dal 21 settembre 2020;
- Konrad Krajewski (Polonia), elemosiniere di Sua Santità, dal 21 settembre 2020;
- Emil Paul Tscherrig (Svizzera), già nunzio apostolico in Italia e nella Repubblica di San Marino, dal 2024.

### Consiglio di sovrintendenza
Il Consiglio di sovrintendenza è paragonabile a un consiglio di amministrazione. Esso definisce la strategia ed è responsabile della supervisione delle attività dello IOR. Ai sensi dell'art. 15 del regolamento generale sono istituiti al suo interno 2 comitati permanenti: Audit & Risk e Risorse Umane, Etico e Remunerazione. I membri del Consiglio di sovrintendenza sono nominati dalla Commissione cardinalizia per un quinquennio e sono rinnovabili una sola volta. 
- Presidente è Jean-Baptiste de Franssu (Francia), nominato da papa Francesco il 9 luglio 2014.[72][73]

Gli altri membri del consiglio sono:
- Javier Marín Romano (Spagna), dal 15 dicembre 2016 - Vicepresidente[74]
- Lord Michael Hintze (Regno Unito), dal 9 luglio 2014;[75]
- Georg Freiherr von Boeselager (Germania), dal 15 dicembre 2016;[76]
- Bernard Brenninkmeijer (Olanda), dal 14 luglio 2024;[77]
- François Pauly (Lussemburgo), dal 14 luglio 2024.[78]
- Sheila Marie L. Uriarte-Tan (Filippine) dal 4 febbraio 2025.[79]

### Direttore generale
Il direttore generale dirige e gestisce l'operatività dell'istituto e ne risponde al Consiglio di sovrintendenza, dal quale viene nominato.
- Gian Franco Mammì - direttore generale[80] (dal 24 novembre 2015)

### Prelato
Il prelato è nominato dalla Commissione cardinalizia, con l'approvazione del Santo Padre, per cinque anni e può essere confermato una volta. Esso partecipa alle adunanze della Commissione cardinalizia e assiste alle riunioni del Consiglio di sovrintendenza.
- Monsignor Battista Ricca - prelato (dal 15 giugno 2013)[81][82].

### Organi non più esistenti

#### Pontificia Commissione referente sullo IOR
Il 24 giugno 2013 papa Francesco, con un chirografo, istituì la “Pontificia Commissione referente sull'Istituto per le Opere di Religione” (CRIOR). Il compito della Commissione era di approfondire la posizione giuridica e le attività dell'istituto e di permettere una sua migliore "armonizzazione” con “la missione universale della Sede Apostolica”. "La Commissione aveva lo scopo di raccogliere informazioni sull'andamento dell'Istituto e di presentare i risultati al Santo Padre".
I cinque membri della Pontificia Commissione erano i seguenti:
- Cardinale Raffaele Farina, presidente
- Cardinale Jean-Louis Tauran, membro
- Vescovo Juan Ignacio Arrieta Ochoa de Chinchetru, coordinatore
- Monsignor Peter Bryan Wells, segretario
- Professoressa Mary Ann Glendon, membro

Il 28 novembre 2013 papa Francesco nominò mons. Alfred Xuereb suo delegato presso la stessa Pontificia Commissione.
Dopo il compimento del suo mandato, la Commissione venne sciolta il 22 maggio 2014.

## Conti
Secondo il "Mutual Evaluation Report" di Moneyval, pubblicato nel 2012, in questo periodo c'erano circa 20 700 titolari di depositi, in gran parte europei. Due su tre provenivano dall'Italia, poi c'erano Polonia, Francia, Spagna, Germania, mentre 2 700 erano fondi di congregazioni africane e sudamericane.
Il rapporto annuale 2024 dello IOR, pubblicato il 11 giugno 2025, ha indicato oltre 12 mila clienti.
Lo IOR permette di aprire un conto corrente solo a determinate categorie. Peraltro, in conformità al suo Statuto del 1990, nel luglio 2013 l'istituto ha rivisto le linee guida relative alle tipologie di relazione con la clientela.
Possono aprire un conto allo IOR solo:
- istituzioni cattoliche
- ecclesiastici
- dipendenti o ex dipendenti del Vaticano titolari di conti per stipendi e pensioni
- ambasciate e diplomatici accreditati presso la Santa Sede.

## Dati finanziari
Quella che segue è la tabella di comparazione dei dati finanziari degli ultimi anni.
| Anno | Patrimonio Netto (in milioni di €) | Utile netto (in milioni di €) | Margine di intermediazione (in milioni di €) | Spese amministrate (in milioni di €) | Tier 1 | Numero di clienti | Grado di copertura dei principi dell'etica cattolica |
| ---- | ---------------------------------- | ----------------------------- | -------------------------------------------- | ------------------------------------ | ------ | ----------------- | ---------------------------------------------------- |
| 2024 | 731,915                            | 32,759                        | 51,506                                       | 23,752                               | 69,4   |                   | 100%                                                 |
| 2023 | 667,561                            | 30,597                        | 49,655                                       | 22,908                               | 59,78% | 12.361            | 100%                                                 |
| 2022 | 578,497                            | 29,583                        | 33,263                                       | 20,865                               | 46,14% | 12.759            | 100%                                                 |
| 2021 | 649,315                            | 18,091                        | 34,395                                       | 19,237                               | 38,54% | 14.519            | 100%                                                 |
| 2020 | 673,234                            | 36,375                        | 45,483                                       | 19,340                               | 39,74% | 14.991            | 100%                                                 |
| 2019 | 668,292                            | 38,012                        | 56,068                                       | 17,665                               | 82,40% | 14.996            | 100%                                                 |
| 2018 | 654,567                            | 17,518                        | 14,694                                       | 16,007                               | 86,36% | 14.953            | n.a.                                                 |
| 2017 | 659,119                            | 31,934                        | 49,938                                       | 18,727                               | 68,26% | 14.945            | n.a.                                                 |
| 2016 | 672,600                            | 36,001                        | 42,595                                       | 19,086                               | 64,53% | 14.960            | n.a.                                                 |
| 2015 | 670,278                            | 16,127                        | 42,843                                       | 23,428                               | 60,65% | 14.801            | n.a.                                                 |

## Cronotassi

### Presidenti
- Bernardino Nogara (27 giugno 1942 - 1954 dimesso)
- Massimo Spada (1954 - 1971 dimesso)
- Arcivescovo Paul Casimir Marcinkus (1971 - 1989 dimesso)
- Angelo Caloia (giugno 1989 - 23 settembre 2009 dimesso)
- Ettore Gotti Tedeschi (23 settembre 2009 - 24 maggio 2012 dimesso)
  - Ronaldo Hermann Schmitz (25 maggio 2012 - 15 febbraio 2013 dimesso) (ad interim)
- Ernst von Freyberg (15 febbraio 2013 - 9 luglio 2014 dimesso)
- Jean-Baptiste de Franssu, dal 9 luglio 2014

### Vicepresidenti
- Philippe De Weck (1989 - 1997 dimesso)
- Virgil C. Dechant (1998 - 2009 dimesso)
- Ronaldo Hermann Schmitz (2009 - 24 maggio 2012 dimesso)
- Ronaldo Hermann Schmitz,  (15 febbraio 2013 - 2014) (per la seconda volta)
- Mauricio Larraìn, (2014 - 2024)
- Javier Marín Romano, dal 14 luglio 2024.

### Direttori generali
- Giovanni Bodio (1991 - 1992 dimesso)
- Andrea Gibellini (1992 - 1995 dimesso)
- Lelio Scaletti (1995 - 1º ottobre 2007 dimesso)
- Paolo Cipriani (1º ottobre 2007 - 1º luglio 2013 dimesso)
  - Ernst von Freyberg (1º luglio 2013 - 30 novembre 2013 dimesso) (ad interim)
- Rolando Marranci (30 novembre 2013 - 24 novembre 2015 dimesso)
- Gianfranco Mammì, dal 24 novembre 2015

### Vicedirettori generali
- Lelio Scaletti (1992 - 1995 nominato direttore generale)
- Pier Giorgio Tartaglia (1998 - 2000 dimesso)
- Mario Trippanera (2000 - 2001 dimesso)
- Dario Sabbioni (2003 - 2006 dimesso)
- Paolo Cipriani (2006 - 1º ottobre 2007 nominato direttore generale)
- Massimo Tulli (2007 - 1º luglio 2013 dimesso)
  - Rolando Marranci (1º luglio 2013 - 30 novembre 2013 dimesso) (ad interim)
- Gianfranco Mammì (6 marzo 2015 - 24 novembre 2015 nominato direttore generale)
  - Giulio Mattietti (24 novembre 2015 - 27 novembre 2017 sollevato) (ad interim)

### Vicedirettori generali assistenti
- Alessandro Lombardi (1998 - 2003 dimesso)

### Prelati
- Monsignore Piero Pioppo (7 luglio 2006 - 25 gennaio 2010 nominato nunzio apostolico in Camerun e Guinea Equatoriale)
- Monsignore Battista Mario Salvatore Ricca, dal 15 giugno 2013

### Segretari generali dell'ufficio amministrativo
- Monsignore Alberto di Jorio (1942 - 1944 dimesso)
- Monsignore Carmine Vincenti (1944 - 1954 dimesso)

...
- Monsignore Donato De Bonis (1988 - 1989 dimesso)

### Segretari dell'ufficio amministrativo
- Monsignore Enrico Arato (1955 - 1968 dimesso)
- Arcivescovo Paul Casimir Marcinkus (1969 - 1970 dimesso)
- Monsignore Donato De Bonis (1970 - 1988 nominato segretario generale dell'ufficio amministrativo)

## Controversie

### Il crack del Banco Ambrosiano

Paul Marcinkus.

Lo IOR fu, tra il 1946 e il 1971, il maggior azionista del Banco Ambrosiano. Già nel 1978 il capo della Vigilanza della Banca d'Italia Giulio Padalino aveva eseguito un'ispezione sui conti del Banco, facendo luce sulla "parte occulta" della contabilità: dietro alle varie società estere che acquistavano cospicui pacchetti di azioni Ambrosiano c'erano lo stesso gruppo di Calvi e lo IOR. A quel tempo, lo scandalo non ebbe alcun seguito diretto nei confronti dell'Istituto. Tuttavia, dopo il crac del Banco Ambrosiano, le responsabilità furono confermate nel corso delle indagini dal ritrovamento di lettere di patronage concesse nel 1981 dall'arcivescovo Paul Marcinkus (direttore dello IOR dal 1971 al 1989) a Roberto Calvi (direttore del Banco Ambrosiano), con le quali confermava che lo IOR «direttamente o indirettamente» esercitava il controllo su Manic. S.A. (Lussemburgo), Astolfine S.A. (Panama), Nordeurop Establishment (Liechtenstein), U.T.C. United Trading Corporation (Panamá), Erin S.A (Panamá), Bellatrix S.A (Panamá), Belrosa S.A (Panamá) e Starfield S.A (Panamá), società fantasma con sede in noti paradisi fiscali, che avevano fatto da "paravento" alla destinazione dell'ingarbugliato circolo di denaro che aveva drenato duemila miliardi di lire dalle casse dell'Ambrosiano.
L'allora ministro del Tesoro Beniamino Andreatta impose la liquidazione del Banco Ambrosiano. Andreatta riferì in Parlamento l'8 ottobre 1982, dichiarando che il Banco aveva un buco di circa due miliardi di dollari, di cui un miliardo e 159 milioni garantiti dallo IOR. Marcinkus fu indagato in Italia nel 1987 per concorso in bancarotta fraudolenta del Banco Ambrosiano, il quale fu accusato di riciclaggio di denaro della mafia in connessione con la P2, una loggia massonica "coperta" guidata da Licio Gelli. Le dichiarazioni del pentito di Cosa Nostra Vincenzo Calcara, ritenute verosimili dal tribunale di Roma nel 2003, sembrano avvalorare questa tesi, raccontando di contatti fra Marcinkus, Calvi (esponente della P2) e membri di Cosa Nostra.
Il 20 febbraio 1987 il giudice istruttore del tribunale di Milano, Renato Bricchetti, emise un mandato di cattura contro Paul Marcinkus, Luigi Mennini e Pellegrino de Strobel, i vertici dello IOR, individuando gravi responsabilità della Banca Vaticana nel crac del Banco Ambrosiano. Il mandato non fu però eseguito perché Marcinkus godeva di passaporto diplomatico vaticano, mentre gli altri due si rifugiarono dietro il portone di bronzo e la richiesta di loro estradizione non ebbe alcun esito: alla fine la Cassazione non convalidò il provvedimento in quanto, per il fatto di aver agito in qualità di organi o di rappresentanti di un ente centrale della Chiesa cattolica, furono considerati, ai sensi dell'art. 11 dei Patti Lateranensi, coperti da immunità penale.
La Banca Vaticana non ammise alcuna responsabilità per il fallimento del Banco Ambrosiano, ma fu creata una commissione mista (Agostino Gambino, Pellegrino Capaldo e Renato Dardozzi per il Vaticano, Filippo Chiomenti, Mario Cattaneo e Alberto Santa Maria per lo Stato Italiano) con il compito di approfondire la questione. Il responso, pur non raggiungendo "conclusioni unanimi" sulla responsabilità giuridica dello IOR, portava ad ammetterne una responsabilità morale. Il 25 maggio 1984, a Ginevra, lo IOR, pur ribadendo la propria estraneità ai fatti, siglò un accordo con le banche creditrici dell'Ambrosiano, versando 406 milioni di dollari a titolo di "contributo volontario".
Al crac fecero seguito diverse morti: Graziella Corrocher, la segretaria di Calvi, fu trovata morta dopo un volo dal quarto piano del palazzo milanese che ospitava la sede del Banco Ambrosiano il 17 giugno 1982. Roberto Calvi, membro della P2 e presidente del Banco Ambrosiano dal 1975, fuggito a Londra, fu trovato impiccato il 18 giugno 1982 sotto il Ponte dei Frati Neri sul Tamigi. Michele Sindona, altro piduista, faccendiere colluso con la mafia siciliana e vicino allo IOR, mentre scontava la pena in carcere per l'omicidio di Giorgio Ambrosoli, fu trovato avvelenato da un caffè al cianuro il 20 marzo 1986 e morì due giorni dopo.

### Caso Enimont
Nel 1993, negli anni di Tangentopoli, il giudice Borrelli del pool di Mani pulite appurò il transito nelle casse dello IOR di 108 miliardi di lire in certificati del Tesoro destinati a quello che fu conosciuto come scandalo Enimont. In quell'occasione, in via del tutto eccezionale, lo IOR decise di rispondere ad una rogatoria richiesta dal pm Antonio Di Pietro che lavorava allora nel pool di Mani pulite ed indagava sul caso. Tuttavia i magistrati hanno poi denunciato che la banca vaticana aveva falsificato i documenti, nascondendo i conti di Giulio Andreotti e non trasmettendo la documentazione su molte altre posizioni. Successivamente, per far tornare i conti, ulteriore documentazione inviata venne ritenuta falsa. Secondo il giornalista Peter Gomez, lo IOR risulta essere l'unica banca del mondo ad aver trasmesso informazioni false alla magistratura italiana. Alti prelati e dirigenti dello IOR, tra cui il presidente Angelo Caloia, rimasero immuni da processo o arresto a motivo dell'articolo 11 dei Patti Lateranensi che recita: «Gli enti centrali della Chiesa Cattolica sono esenti da ogni ingerenza da parte dello Stato italiano».

### Operazione Sofia
Il giornalista Gianluigi Nuzzi nel suo libro sostiene che lo IOR fosse impegnato nella fondazione di un partito di centro destinato a sostituire la Democrazia Cristiana, crollata in seguito a Tangentopoli. A tal proposito, Giancarlo Capaldo, procuratore aggiunto di Roma, coordinatore dell'inchiesta sul golpe bianco-porpora afferma:

### Caso Fiorani - BPI
Il 10 luglio 2007, uno dei "furbetti del quartierino", Giampiero Fiorani, rivelò ai magistrati milanesi la presenza, nella BSI svizzera, di tre conti della Santa Sede da «due o tre miliardi di euro» e di aver versato in nero nelle casse dell'APSA (la Banca centrale vaticana) oltre 15 milioni di euro.

### Caso Anemone - Grandi Opere
Nell'inchiesta sulle "grandi opere" del 2010 sugli appalti del G8 a La Maddalena (nota anche come "Caso Anemone"), è stato accertato che Angelo Balducci (ex presidente del Consiglio superiore dei lavori pubblici, arrestato per corruzione) avesse un conto presso lo IOR, dove - secondo i pubblici ministeri - avrebbe trasferito buona parte delle sue rendite. Nel 2006, interrogato dall'allora PM di Potenza Henry John Woodcock, aveva ammesso lui stesso l'esistenza di tale conto, usato per ripagare un debito da 380 000 euro contratto da monsignor Franco Camaldo, prelato d'onore e cerimoniere del Papa, intermediario nell'acquisto di una villa dove avrebbe dovuto avere sede una nuova loggia massonica. Balducci aveva un conto allo IOR in quanto "gentiluomo di Sua Santità" nonché "consultore" e "supervisore" del patrimonio della Propaganda Fide, la quale ha affittato decine di abitazioni a molti dei 412 personaggi inclusi nelle liste dell'imprenditore Diego Anemone. I magistrati sospettano ulteriori collegamenti con lo IOR a seguito di sequestri di documentazione contabile, in particolare a Angelo Zampolini, intermediario della "cricca" di Anemone e Balducci nell'acquisto di un appartamento a Roma per l'ex ministro Claudio Scajola. Gli inquirenti ritengono altresì che parte del denaro accumulato da alcuni degli indagati con le tangenti pagate da Anemone e da altri imprenditori si trovi depositato presso IOR.
L'Unità di informazioni finanziarie della Banca d'Italia ha appurato che tra i beneficiari dei bonifici transitati su di un conto dello IOR presso la banca Intesa SanPaolo c'è don Evaldo Biasini, economo della Congregazione dei Missionari del Preziosissimo Sangue, coinvolto nell'inchiesta e, secondo i pm perugini, custode dei fondi neri di Diego Anemone. I documenti dei magistrati di Perugia e la contabilità sequestrata a Don Evaldo Biasini svelano come i soldi tenuti da Don Bancomat per conto di Diego Anemone transitassero per i conti IOR della Congregazione del Preziosissimo Sangue.

### Operazioni di riciclaggio
Nel maggio 2010 la Procura di Roma ha aperto un'indagine sui rapporti sospetti tra lo IOR e altre dieci banche, fra cui UniCredit, Intesa Sanpaolo, Banca del Fucino. Le quotidiane operazioni da milioni di euro fra questi istituti e lo IOR sotto forma di miriadi di assegni dagli estremi non chiari, avevano destato già nel 2009 i sospetti dell'Unità di informazione finanziaria della Banca d'Italia. È stato accertato dai magistrati che lo IOR utilizzava in modo cumulativo un conto aperto presso la filiale 204 della Banca di Roma in via della Conciliazione a Roma, versandovi assegni da parte dei propri clienti senza dare alcuna comunicazione in merito, violando così le norme antiriciclaggio (legge 173/1991 e D.Lgs 231/2007). Attraverso tale conto sarebbero transitati circa 180 milioni di euro tra il 2006 e il 2008, per poi interrompere le operazioni con l'integrazione della Banca di Roma nel gruppo Unicredit. I PM sospettano che le transazioni attraverso conti "schermati" intestati allo IOR celino in realtà operazioni per conto di società o singoli individui con residenza fiscale in Italia, volte all'occultamento di reati vari, dall'evasione fiscale alla truffa. La Guardia di Finanza ha inoltre accertato casi di beneficiari fittizi fra quelli comunicati agli inquirenti. La magistratura italiana non ha però competenza ad indagare sullo IOR senza una rogatoria internazionale, a causa della sua natura formalmente estera.
Il 20 settembre 2010 vengono sequestrati dalla Procura di Roma (su segnalazione della Banca d'Italia) 23 milioni di euro depositati su un conto del Credito Artigiano Spa intestato allo IOR, per operazioni bancarie effettuate in violazione della normativa antiriciclaggio. Le operazioni incriminate sono trasferimenti ordinati dallo IOR di 20 milioni da un conto presso il Credito Valtellinese alla JP Morgan di Francoforte e di 3 milioni alla Banca del Fucino. Restano indagati il presidente dello IOR, Ettore Gotti Tedeschi, e il direttore generale Paolo Cipriani.
Nel frattempo sono venute alla luce anche altre due operazioni sospette, ovvero un prelievo in contanti da 600 000 euro, effettuato nell'ottobre 2009 dallo IOR per finalità non precisate su un conto Intesa Sanpaolo, e assegni per 300 000 euro incassati nel novembre dello stesso anno su un conto Unicredit. Dall'analisi degli inquirenti è risultato fittizio il nome del negoziante fornito dallo IOR, mentre la cifra proveniva in realtà da una banca di San Marino. Alcuni dei conti di transito presso le banche italiane utilizzati dallo IOR nei recenti scandali legati al riciclaggio sono attivi dai tempi del Banco Ambrosiano.
A seguito di questi eventi, il Papa ha comunicato il 30 dicembre 2010 che verrà finalmente data applicazione alla convenzione monetaria firmata con l'Unione europea il 17 dicembre 2009, attraverso l'adozione di leggi antiriciclaggio che entreranno in vigore il 1º aprile 2011. Tuttavia "l'emanazione di tale normativa", come successivamente rappresentato in una comunicazione della Banca d'Italia, "di per sé, non modifica il regime applicabile allo IOR quale banca insediata in uno stato extracomunitario a regime antiriciclaggio non equivalente".
Nel marzo 2012 la Procura di Roma ha avviato una rogatoria internazionale per conoscere i movimenti di denaro del conto corrente dello IOR presso la JPMorgan di Francoforte.

### Vatileakse dimissioni di Ettore Gotti Tedeschi
Nel corso dei primi mesi del 2012 si è verificata una sistematica fuga di documenti riservati vaticani riguardanti i rapporti all'interno e all'esterno della Santa Sede. Tali documenti evidenzierebbero, tra l'altro, lotte di potere all'interno del Vaticano e alcune irregolarità nella gestione finanziaria dello Stato e nell'applicazione delle normative antiriciclaggio. Il 24 maggio 2012 Ettore Gotti Tedeschi, presidente dal settembre 2009, si presenta dimissionario al Consiglio di sovrintendenza e lascia la presidenza con la sfiducia del Consiglio. I quotidiani parlano di posizioni inconciliabili tra lui e altri interlocutori istituzionali riguardo all'attuazione delle norme di trasparenza bancaria. Il giorno successivo gli subentra ad interim, come da statuto, il vicepresidente Ronaldo Hermann Schmitz, con ratifica della Commissione cardinalizia di vigilanza. La Commissione cardinalizia adotta formalmente la sfiducia votata all'unanimità dal Consiglio di sovrintendenza il giorno prima, che addebitava all'ex presidente di «non aver svolto varie funzioni di primaria importanza per il suo ufficio» e forse anche di aver fatto filtrare all'esterno notizie riservate. Il 27 viene diffuso un duro comunicato del Consiglio di sovrintendenza con le motivazioni della sfiducia. Il 2 giugno viene comunicato formalmente per lettera all'ex presidente il trasferimento delle sue competenze al vicepresidente, che diviene presidente ad interim.

### Presunti rapporti con la Germania nazista
Alcuni storici e studiosi hanno avanzato l'ipotesi che lo IOR avesse intrattenuto rapporti con la Germania nazista durante la Seconda Guerra Mondiale. Il tema è stato oggetto di discussione in relazione al supporto che il Vaticano, attraverso lo IOR, avrebbe dato a alcuni individui e gruppi legati al regime nazista. In particolare, secondo alcune ricostruzioni, tra cui quelle di John Cornwell nel libro Hitler's Pope , l'istituto bancario vaticano avrebbe agito come canale per il trasferimento di fondi a ex funzionari nazisti e per la gestione di oro sottratto agli ebrei o proveniente dalle riserve nazionali di altri paesi invasi come i Paesi Bassi, la Polonia e altri Stati europei. L'inchiesta del giornalista David Yallop, nel libro In God's Name (1984), ha anch'essa esplorato il possibile coinvolgimento dello IOR in attività finanziarie oscure, tra cui la gestione dei capitali provenienti dalla Germania di Hitler. Inoltre, un rapporto del New York Times del 1983 ha sollevato domande circa il coinvolgimento di Paul Marcinkus, all'epoca presidente dello IOR, in affari legati alla rete di salvataggio dei nazisti dopo la fine del conflitto, nota come ratline, che avrebbe favorito l'uscita di numerosi criminali di guerra dal paese. Tuttavia, le fonti ufficiali vaticane hanno sempre respinto tali accuse, sottolineando l'infondatezza delle teorie e facendo riferimento all'immunità legale garantita dalla Santa Sede nei confronti di inchieste su questioni interne al Vaticano. Nonostante ciò, alcuni storici come Christopher Hitchens in The Missionary Position (1995), sostengono che ci siano elementi documentari sufficienti a legare lo IOR a operazioni discutibili con i nazisti, sebbene la verità storica su tali presunti legami rimanga controversa.

## Filmografia
- I banchieri di Dio, regia di Giuseppe Ferrara (2002)

### Dati economici
- Cresce il deficit della Santa Sede 'paghiamo ancora per il Concilio...', su ricerca.repubblica.it, la Repubblica.it, 10 marzo 1985. URL consultato il 26 dicembre 2019 (archiviato il 30 novembre 2009)., articolo de "la Repubblica" del 10 marzo 1985 che riporta diversi dati economici dello IOR per l'anno 1981 e 1984
- Rapporto Annuale 2012 (PDF), su ior.va, IOR. URL consultato il 26 dicembre 2019 (archiviato dall'url originale il 2 novembre 2013).
- Rapporto Annuale 2013 dello IOR (PDF), su ior.va. URL consultato il 15 ottobre 2014 (archiviato dall'url originale il 5 aprile 2015).
- Rapporto Annuale 2022 dello IOR, su ior.va. Rapporto Annuale 2022 dello IOR.